# Toro Muerto
Toro Muerto (espagnol : Taureau mort) est un site d'art rupestre péruvien de 5 km2, situé entre 400 et 800 m d'altitude, dans la vallée de Majes, où l'on trouve des pétroglyphes issus de plusieurs cultures, dont la culture Huari .

## Situation
Le site, proche du désert côtier péruvien, se trouve dans le district d'Uraca, l'un des 14 districts de la province de Castilla (nommée ainsi en l'honneur de Ramón Castilla), dans le département d'Arequipa.
On accède au site par une piste qui part du hameau de La Candelaria, à l'ouest du village de Corire sur la route 1S (panaméricaine sud), puis la n° 105 qui longe le Río Camaná vers le nord depuis la ville de Camaná, sur la côte du Pacifique distante de 110 km.

## Chronologie
L'histoire du site remonte à l'époque pré-inca, et constitue le plus grand ensemble d'art rupestre de la planète.
Les pétroglyphes auraient été sculptés par les civilisations Collaguas et  Chuquibamabas, puis Huari entre 500 apr. J.-C. et 1200 apr. J.-C..
Le site a fait l'objet de nombreuses études, parmi lesquelles celles du péruvien Eloy Linares Málaga (es) et du cubain Antonio Núñez Jiménez.

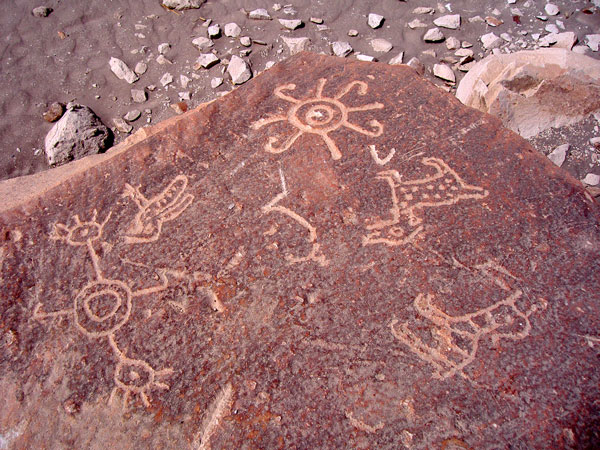
Pétroglyphes de Toro Muerto

## Description
Le site contient quelque 3 000 roches volcaniques (jusqu'à 6 000 selon les sources) gravées par ces civilisations de « l'horizon moyen », qui ont prospéré dans les Andes du centre-sud et dans la zone côtière du Pérou.
Les pierres ont été gravées de toutes sortes de représentations géométriques et anthropomorphiques, oiseaux, mammifères ou reptiles.
Les pierres volcaniques abondent sur le site car il y a deux volcans relativement proches, le Chachani et le Nevado Coropuna.

## Protection
Le 5 août 2019, le site a été inscrit sous la référence 6408 sur la liste indicative de l'UNESCO pour une éventuelle future inscription au Patrimoine mondial. 